# اسماعیل خان دبیر
میرزا اسماعیل خان لشکر‌نویس تفرشی معروف به دبیر فرزند آقا میرزا محمدتقی است که در تاریخ ۱۲۸۳ شمسی در تفرش وفات یافته‌است. قبر وی در کنار قبر میرعلام تفرشی و در محله استادیوم شهرستان تفرش واقع شده‌است.

## تالیفات
1. وی صاحب کتاب نفیس نخبه التواریخ است.[۲] که از آغاز اسلام تا آخر سلطنت مظفرالدین شاه قاجار نگاشته شده‌است و گزارش ائمه و رجال و جلوس و وفات پادشاهان و ارتحال علما و حوادث مهم و سوانح است و برای هر مسئله تاریخی متناسب متین و شیوا تألیف کرده‌است. وی در ساختن مادهٔ تاریخ بسیار هنرمند و قوی بوده‌است.
2. کتاب کنزاللغات نوشته محمدبن عبدالخالق معروف به گیلانی در 1271 ه.ق به خط نستعلیق توسط اسماعیل خان تفرشی تحریر شده‌است.
3. کتاب تجارت السلف از هندوشاه بن سنجربن عبداله صاحبی نیز توسط وی به خط نستعلیق به رشته تحریر درآمده است.[۳][۴]

## شاگردان
استاد ابوالقاسم سحاب مدتی شاگرد وی بوده که در مجله یادگار دربارهٔ میرزا اسماعیل خان زیر عنوان ماده تاریخ سازی می‌نویسد: «استاد بی نظیر در فن ماده تاریخ سازی میرزا اسماعیل دبیر تفرشی است که اصول و قواعد این صنعت را ذیل نخبه التواریخ خود نگاشته و طرز ساختن ماده تاریخ را به حساب ابجد بیان نموده است.»

## معماری مقبره
این بنا طی شماره 29954 در مهر ماه سال 89در فهرست آثار ملی کشور به ثبت رسیده است. بنای این بقعه 6 ضلعی و تنها بقعه شش ضلعی و از هندسه معماری دوره صفویه برخورداربوده و از عناصر ساده نظیر آجر و ملات بنایی و چوب در کالبد معماری آن به کار رفته‌است.ضمن استفاده از مصالح ساده از طراحی بسیار قوی برخوردار است.به کار گیری سبک و شیوهٔ معماری صفوی و رسیدن از فرم 6 و 12ضلعی در پایه هاو نمای خارجی به فرم همگون و متقارن در نیم کره پوشش سقف و استقرار یک گنبد کوتاه و متناسب با قامت این بناو اجرای یک سقف یکپارچه بر روی سازه آن که از آجر و ملات و چوبهای کششی بهره گیری شده نشان یک قدرت و یک شاهکار معماری است.